# Al Yarmuk Al Rawda
El Al Yarmuk Al Rawda (en árabe: اليرموك‎) es un equipo de fútbol de Yemen que juega en la Liga Premier de Yemen, la liga de fútbol más importante del país.

## Historia
Fue fundado en el año 1978 en la capital San'a, principalmente destacándose en la Liga de Yemen del Norte. En esa Liga fue campeón las últimas 2 temporadas de su existencia hasta la unificación, siendo el periodo más exitoso en su historia.
Descendió en la Temporada 2009-10 al ubicarse en la última posición entre 14 equipos.
En la temporada 2011-2012 logró el ascenso a la Primera División y en la Temporada siguiente se coronó campeón y clasificó a la Copa de la AFC del 2014.
A nivel internacional ha participado en 2 torneos continentales, en los cuales nunca han podido ganar un partido.

## Palmarés
- Liga Yemení: 3

1989, 1990, 2013

## Participación en competiciones de la AFC
| Temporada | Torneo                 | Ronda          | Club          | Casa | Visita |
| --------- | ---------------------- | -------------- | ------------- | ---- | ------ |
| 1991      | Copa de Clubes de Asia | 1              | Al Rasheed    |      | 0-1    |
| 1991      | Copa de Clubes de Asia | 1              | Al Ramtha     |      | 1-3    |
| 2014      | Copa de la AFC         | Clasificatoria | Ravshan Kulob |      | 1-2    |